# Wahnesia
Wahnesia – rodzaj ważek z rodziny Argiolestidae.

## Zasięg występowania
Rodzaj obejmuje gatunki występujące endemicznie w Papui-Nowej Gwinei i Wyspach Salomona, jeden gatunek (Wahnesia kirbyi) występuje w indonezyjskiej części Nowej Gwinei.

## Morfologia
Są to małe i średnie ważki, w większości brązowe do czarnych z (przynajmniej u niektórych gatunków) niebieskim wzorem na tułowiu i niebieską końcówką odwłoka.

## Systematyka
Rodzaj ten wprowadził w 1900 roku niemiecki zoolog i botanik Friedrich Förster na łamach „Természetrajzi Füzetek”. Autor zaliczył do niego dwa nowe gatunki: Wahnesia kirbyi i Wahnesia montivagans (obecnie Metagrion montivagans), jednak nie przedstawił dokładnego ich opisu. W 1925 roku Kennedy wyznaczył na gatunek typowy W. kirbyi. Pierwszy właściwy opis tych gatunków opublikował w 1935 roku Lieftinck i jednocześnie uznał rodzaj Wahnesia za nieważny. Odtąd takson ten był uznawany za synonim Argiolestes. W 2013 roku entomolodzy Vincent J. Kalkman i Günther Theischinger, przy okazji rewizji rodziny Argiolestidae wydzielonej przez nich z Megapodagrionidae, przywrócili rodzaj Wahnesia i na nowo go zdefiniowali. Autorzy ci zaliczyli do Wahnesia 12 gatunków, trzynasty opisano w 2018 roku, a w 2021 kolejne 4.

### Etymologia
Wahnesia: Carl (Karl) Wahnes (1835–1910) – niemiecki entomolog i ornitolog, badacz i kolekcjoner okazów z Indii Wschodnich i Nowej Gwinei.

### Podział systematyczny
Do rodzaju należą następujące gatunki:
- Wahnesia annulipes (Lieftinck, 1956)
- Wahnesia armeniaca (Lieftinck, 1956)
- Wahnesia ephippiata (Lieftinck, 1956)
- Wahnesia esuriens (Lieftinck, 1956)
- Wahnesia gizo (Kalkman, 2008)
- Wahnesia kirbyi Förster, 1900
- Wahnesia kutubuensis Theischinger, Richards & Toko, 2018
- Wahnesia luteipes (Lieftinck, 1956)
- Wahnesia microstigma (Lieftinck, 1956)
- Wahnesia misima Polhemus & Kalkman, 2021
- Wahnesia muyuw Polhemus & Kalkman, 2021
- Wahnesia prothoracalis (Lieftinck, 1956)
- Wahnesia rossel Polhemus & Kalkman, 2021
- Wahnesia saltator (Lieftinck, 1956)
- Wahnesia saltuaria (Lieftinck, 1956)
- Wahnesia simplex (Lieftinck, 1949)
- Wahnesia tagula Polhemus & Kalkman, 2021